# ریچارد شوایتزر
ریچارد شوایتزر (انگلیسی: Richard Schweizer؛ زاده ۲۳ دسامبر ۱۸۹۹ درگذشته ۳۰ مارس ۱۹۶۵) یک نویسنده، و فیلم‌نامه‌نویس اهل سوئیس بود.